# Николаев, Пётр Фёдорович (политик)
Пётр Фёдорович Николаев (1845—1912) — писатель и политический деятель, публицист, социолог, критик, переводчик, кандидат прав Московского университета.

## Биография
Родился в дворянской семье, один из старейших деятелей революционного движения. Примыкал к кружку Каракозова и состоял членом «Организации».
В 1866 году был арестован за принадлежность к организации каракозовцев и приговорён к восьми годам каторги. Пять лет провёл вместе с Чернышевским на Александровском заводе в Забайкальской области, потом был на поселении в Якутской области.
По возвращении, в середине 1880-х годов вёл в «Русской Мысли» ежемесячное обозрение журналов. Отдельно напечатал «Активный прогресс», «Личные воспоминания о пребывании Чернышевского в каторге» (1906). Перевёл много научных трудов.
В 1894 году был арестован за участие в организации «Народное право» и выслан административно в Рузу на 3 года. Один из авторов программы партии эсеров, когда партия была основана, вошёл в её состав.
Умер 18 ноября 1910 года (по другим источникам — в Чернигове в 1912 году).
К. Д. Бальмонт посвятил своё стихотворение «Последняя мысль Прометея» «Благородному борцу Петру Фёдоровичу Николаеву».